# Starzynki (rejon wołkowyski)
Starzynki (biał. Старынкі, Starynki; ros. Старинки, Starinki) – wieś na Białorusi, w obwodzie grodzieńskim, w rejonie wołkowyskim, w sielsowiecie Podorosk.
W dwudziestoleciu międzywojennym Starzynki leżały w Polsce, w województwie białostockim, w powiecie wołkowyskim, w gminie Podorosk.